# Братская могила 93-х советских воинов (Кривой Рог)
Братская могила советских воинов — памятник истории Великой Отечественной войны в городе Кривой Рог, братская могила советских воинов, погибших при освобождении города.

## История
6 ноября 1969 года состоялось открытие памятника. Сюда перенесли останки советских воинов, которых хоронили в Зелёном Городке и на территории коксохимического завода.
Решением Днепропетровского облисполкома № 618 от 8 августа 1970 года памятник был взят на учёт под охранным номером 1667.

## Характеристика
В братской могиле похоронены советские воины-освободители 46-й армии 3-го Украинского фронта, погибшие при освобождении города в феврале 1944 года.
Братская могила находится по улице Вадима Гурова в Металлургическом районе города в сквере 60-летия Победы возле здания кинотеатра «Космос».
Авторы памятника: архитектор Семён Куклинский, скульптор Анатолий Ярошенко.
Гранитная стела в виде 3-х приспущенных флагов (высота 7,5 м, длина 10,9 м, ширина 1,55 м). На боковых гранях стелы расположены барельефные панно на тему войны, на торцевой части — фигура матери, держащей в руках перевязанный золотой лентой лавровый венок. Над барельефом на высоте 4-х метров установлен Орден Отечественная войны.